# Arroio das Casas
Der Arroio das Casas ist ein etwa 10 km langer linker Zufluss des Rio Tibaji im Inneren des brasilianischen Bundesstaats Paraná.

## Geografie

### Lage
Das Einzugsgebiet des Arroio das Casas befindet sich auf dem Segundo Planalto Paranaense (Zweite oder Ponta-Grossa-Hochebene von Paraná).

### Verlauf
Sein Quellgebiet liegt im Munizip Telêmaco Borba auf 854 m Meereshöhe bei der Ortschaft Triángulo im Dreieck zwischen der PR-160 (Rodovia do Papel) und der PR-340. 
Der Bach fließt in östlicher Richtung parallel zu PR-340. Er mündet auf 656 m Höhe von links in den Rio Tibaji. Er ist etwa 10 km lang.

### Munizipien im Einzugsgebiet
Der Arroio das Casas verläuft vollständig innerhalb des Munizips Telêmaco Borba.